# ギーゼラ・フォン・エスターライヒ
ギーゼラ・ルイーゼ・マリー・フォン・エスターライヒ（ドイツ語: Gisela Louise Marie von Österreich, 1856年7月12日 – 1932年7月27日）は、オーストリア皇帝フランツ・ヨーゼフ1世と皇后エリーザベトの第2皇女。ルドルフ皇太子とマリー・ヴァレリーの姉。

## 生涯
ウィーン近郊のラクセンブルクで生まれる。妊娠中の母エリザベートは、「今度こそ皇太子を」とのプレッシャーに襲われた。生後10ヶ月の時に両親と姉ゾフィー皇女とともにブダペストへ移る。その際、発熱や下痢はあったが、無事ウィーンへ戻った。幼少期は祖母ゾフィーに弟ルドルフと共に育てられたため、母エリーザベトにはなつかなかった。
1873年にバイエルンの摂政王子ルイトポルトの次男で、後のバイエルン王ルートヴィヒ3世の弟であるレオポルト王子と16歳で結婚した。この時、母エリーザベトは「16歳で結婚は早すぎる」と夫フランツ・ヨーゼフ1世に母として親心を見せたりもした。
夫レオポルトとの夫婦仲は良好で、間に以下の2男2女をもうけた。
- エリーザベト（1874年 - 1957年） - ゼーフリート・アウフ・ブッテンハイム男爵オットーと結婚。
- アウグステ（1875年 - 1964年） - オーストリア大公ヨーゼフ・アウグストと結婚。
- ゲオルク（1880年 - 1943年） - オーストリア大公女イザベラと結婚し、後に離婚。
- コンラート（1883年 - 1969年） - ジェノヴァ公女ボナ・マルゲリータと結婚。

母エリーザベトの死後、遺産の5分の2を相続した。1932年にミュンヘンで死去し、聖ミヒャエル教会で夫レオポルトの傍らに葬られた。